# Mitsubishi Galant
Mitsubishi Galant – samochód produkowany przez firmę Mitsubishi Motors w latach 1969-2012.

## Opis modelu

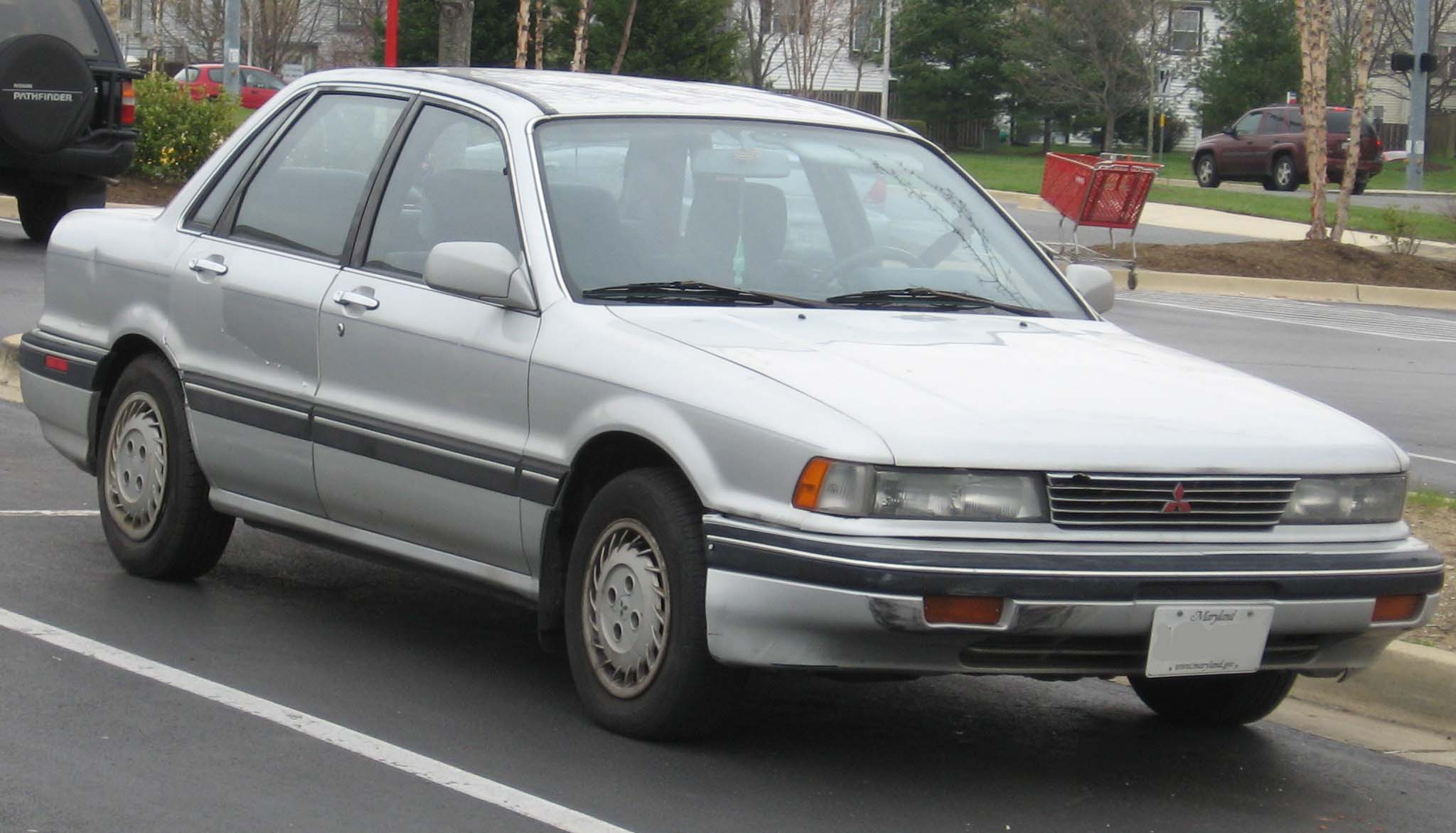
1987-1993 Mitsubishi Galant (US) 6 generacja

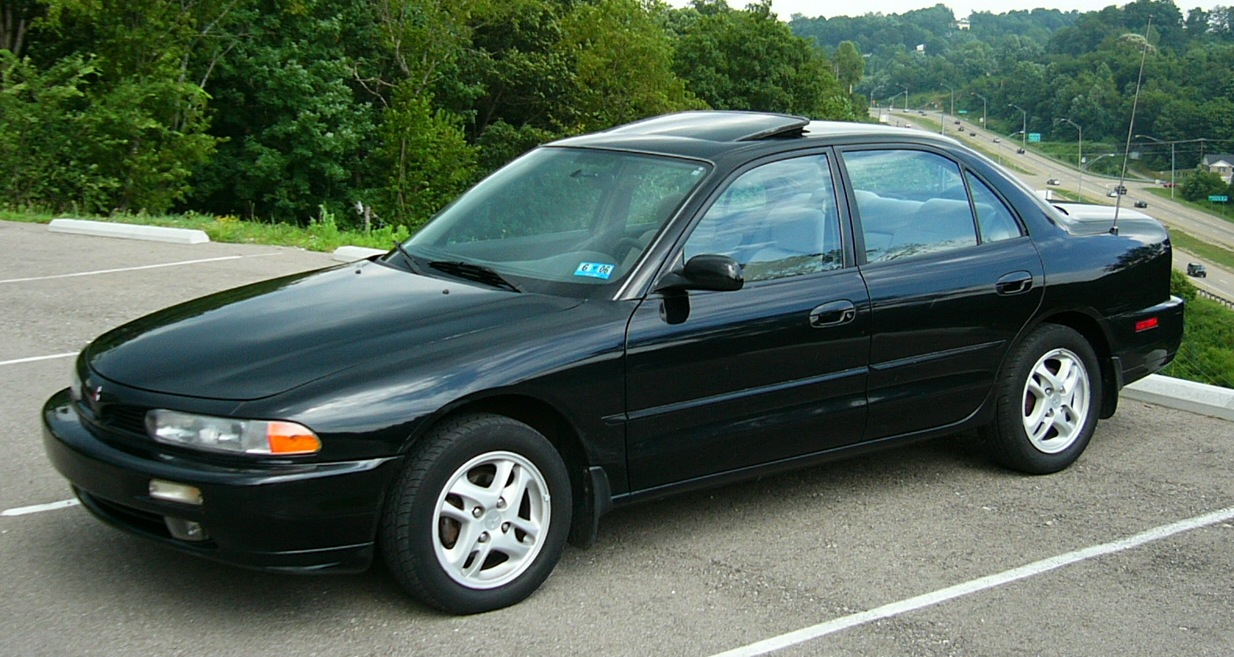
US-spec 1996 Mitsubishi Galant ES 7 generacja

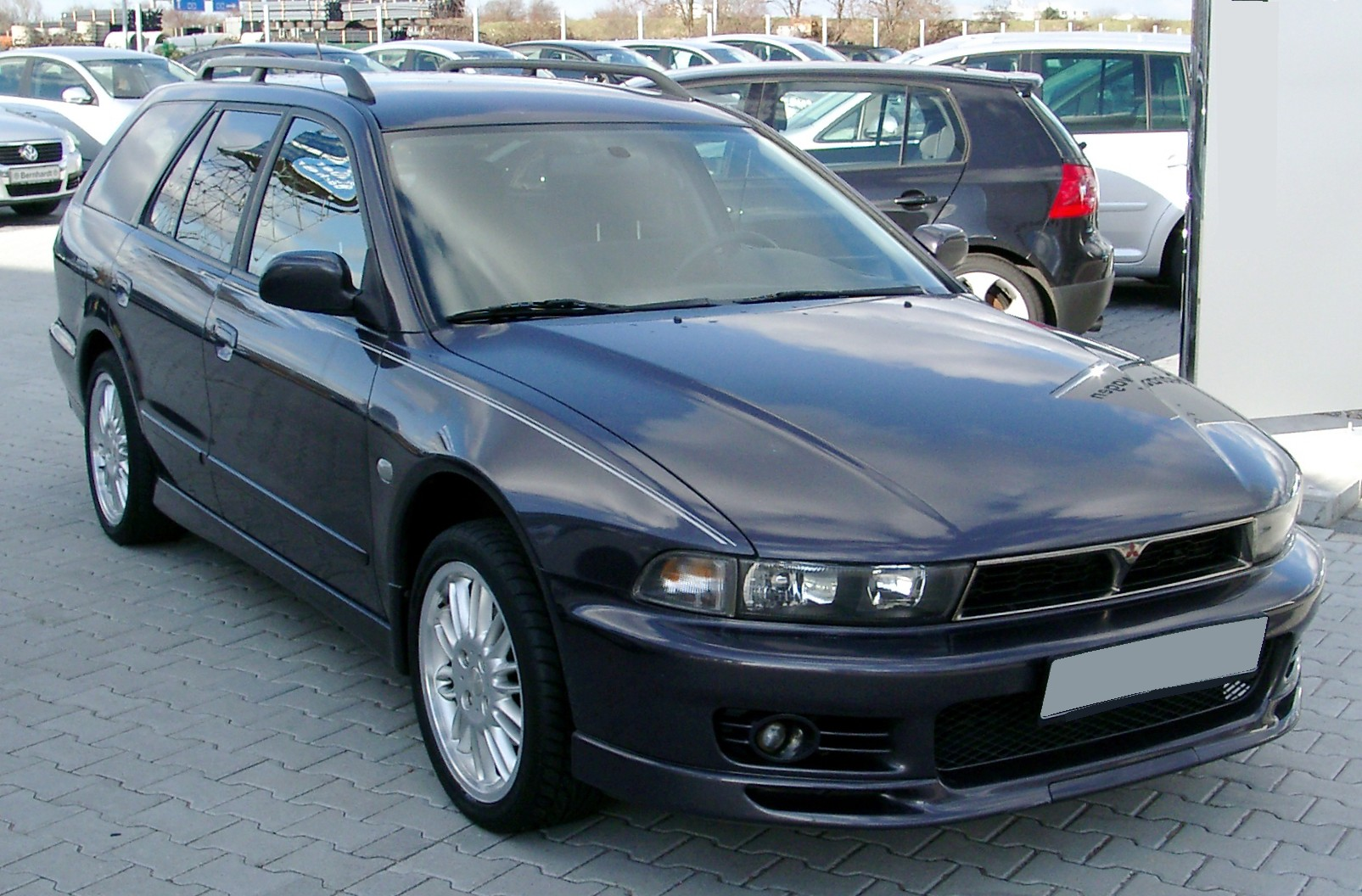
Mitsubishi Galant VIII kombi

Nazwa pochodzi od francuskiego słowa galant, które znaczy tyle co „rycerski”. Do tej pory powstało dziewięć generacji modelu, łącznie sprzedano około pięciu milionów egzemplarzy. Początkowo Galant był dostępny jako kompaktowy sedan, w późniejszym czasie został przekształcony w model klasy średniej. Przez 25 lat samochód montowano jedynie w Japonii, w 1994 uruchomiono produkcję w Diamond-Star Motors (DSM) znajdującym się w Normal (Illinois).
30 sierpnia 2012 roku w amerykańskim zakładzie Mitsubishi zjechał ostatni egzemplarz Galanta. Mitsubishi w najbliższych planach nie ma następcy.